# 理科ハウス
理科ハウス（りかハウス）は、神奈川県逗子市池子に2008年5月に開設された私設の科学館である。2018年9月9日から一時休館、2019年5月再開。

## 概要
経営者・館長は、森裕美子。それに学芸員の山浦安曇の2名で運営される。
「世界一小さな科学館」を自称している。実際に小さな施設であり、30人程度が入館すると満員になる。来館者にはスタッフが必ず声をかけて展示を見る、濃い空間になっている。2階建て、面積100平方メートル程度。入れる硬貨の種類により落下位置が変わる永久磁石付き入館料徴収機、動物と植物の細胞模型が吊り下げられたトイレなど、科学を応用したギミックが設けられている。夏休みシーズンに毎年行う企画展を含めて体験・五感を重視する。
建物は、300年住宅をうたう珍しい型枠コンクリートブロック造外断熱工法である。構造的には通常のブロック造とは全く異なり、壁式鉄筋コンクリート造に近い。1階には受付、企画展示場とショップ、貸し出しもする図書コーナーがあり、2階がワークショップ会場で、ハンズオンタイプの展示を行う。3階は屋上で、まれに天体観察会などが開かれる。
コレクションとして、館長の森の祖父である石原純関連の資料を持ち、書籍・書簡などが公開されている。石原はアルバート・アインシュタインを日本に紹介したアララギ派歌人、物理学者、科学系啓蒙家である。もともと森は大阪で数学教師をしていたが、結婚を機に退職。その後、祖父・石原純が子ども向けに著した『ぼくらの実験室』の精神を受け継ぎ、「子供たちに科学の楽しさを」と理科ハウスを開設した。費用には、森の義父である森一郎（『試験に出る英単語』著者）が遺した印税も充てられた。
対象は主に小学3年生以上、中学生までの児童だが、大人も楽しめる施設を目指す。館内は狭いながらも多くの標本や実験道具などがあり、実際に見て、触れて、動きや反応を確かめ、また科学的なゲームなども積極的に取り入れることで、科学を身近に捉え、興味をかきたてることができるよう工夫を凝らしている。
また、館長・学芸員により、PTA行事や子ども会のイベント向けに出張サイエンスショーやワークショップなども行っている。
2018年、科学ジャーナリスト賞特別賞を受賞。同年9月8日をもって「これまでの活動を振り返る」ため休館したが、2019年5月に再開した。

## 開館時間および入館料
13時から17時30分、月曜日・金曜日は休館。その他、企画展準備のために臨時休館する場合があった。
入館料は中学生以下無料。大人100円。→現在は　大人300円　高校生100円　中学生以下無料
（2019年５月現在）。
　　→　大人300円　大学生100円　高校生以下無料（小学生以下は入館できません）(2025年3月3日現在)

## 交通アクセス
- 京急逗子線神武寺駅より徒歩6分。
- JR横須賀線逗子駅より徒歩15分。または京浜急行バス30,31,32系統（アザリエまたは笹倉経由）に乗り継ぎ「池子十字路」下車徒歩1分。
- JR横須賀線東逗子駅より徒歩18分。
- 京急逗子線逗子・葉山駅より徒歩20分。

## 参考記事
- “よこはま番組便り:NHKブログ｜こんにちは　いっと６けん｜「理科の楽しさ発見！手作り“理科ハウス”」” (2008年11月14日). 2010年1月13日閲覧。
- “朝日新聞DIGITAL｜神奈川）「科学身近に感じて」　逗子の小さな科学館” (2016年6月2日). 2016年7月18日閲覧。